# 建築板金
建築板金（けんちくばんきん）とは、金属板を加工して屋根工事（屋根材、葺き付け、雨ドイなど）や外壁、ダクト、水回り工事などを施工すること。これを職業とする者を建築板金工と呼ぶ。以前は「銅工屋」と言われていた。

## 概要
- 使用材料 : カラートタン（ガルバリウム、亜鉛めっき鋼板など）・銅板・ステンレス・アルミ・真鍮など。
- 建築部位 : 屋根、外壁、雨樋、水廻りなど
- 大型物件（スパンを必要とする建物）: 多くの金属外装材が使われる。
- 屋根材 : 種類として 折板、波板、一文字葺、瓦棒、金属瓦など
- 外壁材 : 種類として 金属サイディング、角波、波板、スパンドレンなど
- 雨樋材 : 近年は工業生産化されて、手作りは少ない。
- 内装材 : 厨房、台所、食品工場などのステンレス内装張りなど
- 装飾材 : 屋根の装飾として鬼など